# Drapetides uniformis
Drapetides uniformis is een vlinder uit de familie tandvlinders (Notodontidae). De wetenschappelijke naam van deze soort is voor het eerst geldig gepubliceerd in 1907 door Swinhoe.
De soort komt voor in tropisch Afrika.